# Ревен
Реве́н (фр. Revin) — город и коммуна во Франции, находится в регионе Шампань — Арденны. Департамент — Арденны. Административный центр кантона Ревен. Округ коммуны — Шарлевиль-Мезьер.
Код INSEE коммуны — 08363.
Коммуна расположена приблизительно в 210 км к северо-востоку от Парижа, в 115 км севернее Шалон-ан-Шампани, в 19 км к северу от Шарлевиль-Мезьера. Стоит на Маасе. Здесь находится устье реки Фо.

## Климат
Климат океанический континентальный мягкой зимой и относительно тёплым летом. Осадки равномерно распределены на протяжении года.
| Показатель                       | Янв. | Фев. | Март | Апр. | Май | Июнь | Июль | Авг. | Сен. | Окт. | Нояб. | Дек. | Год   |
| -------------------------------- | ---- | ---- | ---- | ---- | --- | ---- | ---- | ---- | ---- | ---- | ----- | ---- | ----- |
| Средний суточный максимум, °C    | 5    | 7    | 11   | 14   | 19  | 22   | 27   | 28   | 19   | 14   | 8     | 5    | 14,25 |
| Средняя температура, °C          | 2,5  | 3,5  | 6    | 8,5  | 13  | 16   | 28   | 29   | 13,5 | 10   | 7,8   | 5,5  | 10,1  |
| Средний суточный минимум, °C     | 0    | 0    | 1    | 3    | 7   | 10   | 12   | 11   | 8    | 6    | 3     | 1    | 5,1   |
| Источник: Relevé météo des Revin |      |      |      |      |     |      |      |      |      |      |       |      |       |

## Население
Население коммуны на 2008 год составляло 7462 человека.
| 1962   | 1968   | 1975   | 1982   | 1990 | 1999 | 2008 |
| ------ | ------ | ------ | ------ | ---- | ---- | ---- |
| 11 244 | 12 156 | 11 607 | 10 465 | 9371 | 8963 | 7462 |

## Экономика
В 2007 году среди 4792 человек в трудоспособном возрасте (15—64 лет) 3118 были экономически активными, 1674 — неактивными (показатель активности — 65,1 %, в 1999 году было 64,5 %). Из 3118 активных работали 2377 человек (1386 мужчин и 991 женщина), безработных было 741 (352 мужчины и 389 женщин). Среди 1674 неактивных 455 человек были учениками или студентами, 477 — пенсионерами, 742 были неактивными по другим причинам.

## Достопримечательности
- Церковь Нотр-Дам (церковь доминиканцев; 1-я четверть XVIII века). Исторический памятник с 1920 года.[3]
- «Испанский дом» (XVII век). Двухэтажный дом возведён на каменном фундаменте, первый этаж построен из камня и кирпича. Стены второго этажа сделаны из самана. Сейчас в доме расположен музей истории Ревена. Исторический памятник с 1990 года.[4]

## Фотогалерея
- Ревен
- Церковь Нотр-Дам
- Плотина Св. Николая
- «Испанский дом»